# Champ de glace Powder Mountain
Le champ de glace Powder Mountain (en anglais : Powder Mountain Icefield), aussi appelé champ de glace Cayley, est un champ de glace des chaînons du Pacifique, en Colombie-Britannique, au Canada. Le champ de glace est parsemé de plusieurs formations volcaniques, dont le notable mont Cayley mais il tient son nom de Powder Mountain.

Carte topographique de la région du mont Cayley avec le champ de glace de Powder Mountain au centre gauche.